# Tugun
Tugun (Coregonus tugun) – gatunek małej ryby łososiowatej z podrodziny siejowatych (Coregoninae), nazywany też „śledziem soswińskim”. Osiąga przeciętnie 11 cm, maksymalnie do 20 cm długości całkowitej.

## Występowanie
Tugun żyje w rzekach i jeziorach zlewiska Morza Arktycznego, od Obu do Jany.

## Odżywianie
Żywi się planktonem, larwami owadów i ikrą ryb.

## Znaczenie gospodarcze
Tugun ma lokalne znaczenie gospodarcze jako ryba konsumpcyjna.